# نوء القطب الجنوبي العملاق
نوء القطب الجنوبي العملاق أو بترل القطب الجنوبي العملاق (الاسم العلمي: Macronectes giganteus) هو نوع من فصيلة طيور بترل.